# Heinrich Keimig
Heinrich Keimig   (Leiselheim, 12 de juny de 1913 - Offenbach am Main, 15 de gener de 1966) fou un jugador d'handbol alemany que va competir durant la dècada de 1930.
El 1936 va prendre part en els Jocs Olímpics de Berlín, on guanyà la medalla d'or en la competició d'handbol. El 1938 fou membre de l'equip alemany que guanyà el primer campionat del món d'hanbdol a onze.
Durant la Segona Guerra Mundial fou ferit de gravetat durant la Campanya del nord d'Àfrica, el 1941, i no fou alliberat del seu captiveri fins al 1949.